# Müstairski samostan Svetog Ivana
Müstairski benediktinski samostan Svetog Ivana (njemački: Benediktinerinnenkloster St. Johann im Müstair) je stari benediktinski samostan u selu Müstair, pored grada Val Müstair u Švicarskoj. Zbog izvanredno sačuvane franačke umjetnosti 1983. god. upisan je na UNESCO-ov popis mjesta svjetske baštine u Europi.

## Povijest
Vjeruje se kako je opatiju sv. Ivana osnovao biskup Chura 780. godine, za vladavine Karla Velikog, kada su nastali i drugi važni samostani (Cazis, Mistail, Pfäfers i Disentis). Opatija se nalazila na prometnom prijelazu preko Alpa, te je utvrđen radi sigurnosti, a do 881. godine je potpuno potpao pod vlast Churskog biskupa. Tijekom ranog 9. stoljeća na zidovima su nastale prve freske, koje su doslikane u 11. i 12. stoljeću kada je opatija proširena. U 10. stoljeću opatijska crkva je dobila toranj, a u 11. st. dobila je klaustar, opatske prostorije, te dvostruku kapelu sv. Ulricha i sv. Nikole. U 12. stoljeću opatija je postala samostan, a ženski samostan se prvi put spominje 1167. godine.
Tijekom Švapskog rata 1499. godine Habsburgovci su osvajanjem samostana željeli preuzeti kontrolu nad alpskim prijelazom, ali ih je odbila vojska "Tri lige" (područja koje će kasnije postati švicarski kanton Graubünden) u Bitci kod Calvena. Nakon Baselskog sporazuma nastala je neovisna Švicarska konfederacija.
Oko 1500. godine jednobrodna crkva je dobila još dva gotička broda, a od 1524. – 26. godine oslabila je moć Churskog biskupa, te i njegova financijska pomoć samostanu. Tridentski sabor je donio promjene samostanskog života koje su provedene od 1600. do 1614. godine. Određeno je tko može primiti sakramente i stvoren je novi Brevijar.
Stoljeća poslije obilježilo je sukob Churskog biskupa i Švicarske lige, te Habsburgovaca, koji su opata i upravitelja (vogt) samostana birali naizmjenice. Samostan je službeno pripadao Churskoj biskupiji do 1816. godine

## Odlike
Na ulazu u samostansko groblje stoji Kapela sv. Križa koja ima tri apside u obliku djeteline iz 8. stoljeća.
Toranj iz 10. stoljeća ima oslikane zidove s prikazom magarca i tri sveca (Gospa, sv. Benedikt i sv. Skolastika), a u 18. stoljeću Christian Greiner ga je uredio u rokoko stilu dodavši mu i sat.
Predromanička samostanska jednobrodna (od 1500. godine trobrodna) crkva s pet apsida je najbolji primjer franačke gradnje. Tijekom obnove samostana početkom 20. stoljeću pronađene su romaničke freske iz 1160-ih, a od 1947. – 51. i starije iz vremena Karolinške renesanse koje su prepoznate kao najbolji figuralni murali iz oko 800. godine. 135 fresaka u pet nizova prikazuju prizore iz života kralja Davida u gornjem redu, te iz Kristova života u donja tri, dok najdonji prikazuje raspeće sv. Andrije, a na zapadnom zidu prikazan je Posljednji sud. Sve su urađene ograničenom pletom boja: smeđa, oker i crvena.
Apsida i istočni zid su oslikani u 12. stoljeću s prikazima Herodove gozbe, Pametnim i glupim djevama, apostolima i sv. Stjepanom.
- Toranj iz 10. stoljeća
- Kapela sv. Križa
- Karolinške freske na sjevernom zidu
- Krist liječi gluhonijeme iz 830. god.
- Apsida crkve s freskama iz 12. st.
- Herodova gozba, freska iz apside

## Poveznice
- Karolinška renesansa

## Vanjske poveznice
- Kloster Müstair Samostan Müstair (fr.)(njem.)(engl.)